# Kim Carnes
Kim Carnes (Pasadena, California, 20 de julio de 1945) es una cantante y compositora estadounidense. Es conocida por su distintiva voz ronca, y por el tema que le dio fama mundial, Bette Davis Eyes (1981), canción homenaje a la actriz Bette Davis, con la que consiguió el número 1 en diversos países.

## Carrera
Carnes fue miembro de The New Christy Minstrels en 1967. Como artista, ella considera que se vio influenciada por David Bowie, y se compara con él en los años ochenta. Durante este tiempo, Carnes conoció y se casó con Dave Ellingson, con quien escribiría la mayoría de sus canciones. Por un corto tiempo en la década de 1970, ella y Ellingson formaron el dúo folclórico Kim and Dave. Carnes escribió la canción "Sing Out for Jesus", que fue usada en la película Vanishing Point y cantada por Big Mama Thornton.
Comenzó a editar discos durante la década de 1970. Su álbum homónimo en 1975, contenía su primer éxito, "You're A Part Of Me" (Nº32 AC). Este álbum fue seguido en 1976 por Sailin'. Un tema, "Love Comes from Unexpected Places", ganó como mejor canción en el Festival de la Canción de América 1977 y ganó un poco de publicidad adicional después de que fue grabada por Barbra Streisand en su álbum de 1977, Streisand Superman. Streisand también grabó "Stay Away", de Carnes en su álbum de 1978, Songbird. Después de que entrara al Top 40, fue contratada por Gene Cotton para grabar una versión a dueto de "You're A Part Of Me", que alcanzó el puesto #36 en el Billboard Hot 100.
En 1980 realizó un dúo con su antiguo compañero de New Christy Minstrel, Kenny Rogers, la canción titulada "Don't Fall in Love With a Dreamer", que se convirtió en un gran éxito de las listas Pop (N.º 4), Country (N.º 3) y AC (n.º 2). La canción fue incluida en el álbum conceptual de Rogers, Gideon, que fue escrito enteramente por Carnes y Ellingson. Más tarde, ese mismo año, su versión de The Smokey Robinson & The Miracles, "More Love", se transformó en sencillo, llegando al Top 10 Singles (N.º 10 Pop, N.º 6 AC). 
Durante 1981 participó de la gira Tonight I´m Yours del artista Rod Stewart interpretando el clásico de Faces Stay with Me junto a Tina Turner y Rod Stewart; el tema cerró la lista del disco doble Absolutely Live del artista escocés del año 1982.

## "Bette Davis Eyes"
En 1981, Carnes grabó la canción "Bette Davis Eyes" junto con Jackie DeShannon y Donna Weiss. Como el primer sencillo del álbum Mistaken Identity, pasó nueve semanas en el número uno en las listas de sencillos de EE. UU. y se convirtió en un éxito mundial. El éxito de la canción logró que el álbum llegara al número uno durante cuatro semanas. El sencillo se convirtió en el mayor éxito de todo el año de 1981 y uno de los mayores de la década de 1980, solo superado por "Physical" de Olivia Newton-John. La canción ganó el premio Disco del Año y Canción del Año, y Carnes fue nominada en los premios Grammy como Mejor Artistas Pop Femenina en 1982. Dos sencillos posteriores a "Bette Davis Eyes" fueron "Draw Of The Cards" y una selección de títulos, publicados en 1981.
Inicialmente, Carnes había rechazado "Bette Davis Eyes", en la que Weiss (quien compuso la música) y DeShannon (quien escribió la letra) había colaborado en 1974. Solo un nuevo arreglo instrumental, hecho por Bill Cuomo, hizo que Carnes aceptara grabar la canción.

"Bette Davis Eyes" y "Draw Of The Cards" fueron videoclips dirigidos por Russell Mulcahy para promocionar "Mistaken Identity" en donde se potenció una imagen moderna, sensual y misteriosa.

Bette Davis admitió ser una fan de la canción y se acercó a los compositores y a Carnes a darles las gracias. 
Davis le escribió a Carnes después de que la canción fuera publicada y afirmó que estaba muy complacida con la canción que le hacía parecer muy al día con su nieto. Carnes cantó la canción en vivo en un homenaje celebrado poco antes de la muerte de Davis. La canción también fue usada en 1982 en una campaña publicitaria de 7 Up, con la letra ligeramente alterada y protagonizado por el personaje Pac-Man en los anuncios. También fue usada en un episodio de Dream Team 80's en el 2006 y en un anuncio de Clairol Nice n' Easy en el Reino Unido en el 2008.

## Después de "Bette Davis Eyes"
Carnes lanzó varios álbumes después de Mistaken Identity, pero nunca fue capaz de alcanzar el éxito de "Bette Davis Eyes".
En 1982 lanzaría "Voyeur", del cual se desprenderían sencillos como "Does It Make You Remember" (#36), "Voyeur" (#29) y en algunos países "Say You Don´t Know Me". El disco sería intensamente promocionado en todo el mundo, contaría con varios videoclips, entre ellos "Voyeur" dirigido por Russell Mucalhy (quien fue responsable del clip de Bette Davis Eyes y más tarde haría carrera con los de Duran Duran), siendo censurado por la cadena MTV por contener imágenes de sexo y violencia. Mucalhy también estuvo a cargo de "Say You Don´t Know Me".
Si bien no llegaría al tope de las listas en Norteamérica, en Europa y Latinoamérica obtuvo un notable éxito, lo que quedaría demostrado con el lanzamiento en 1983 de "Café Racers", uno de los discos curiosamente menos querido por la cantante, pero uno de los favoritos de los fanes. De él se desprenderían éxitos como "Invisible Hands" (#40), "I Pretend" (#9), "You Make My Heart Beat Faster" (#15) y el recordado "I´ll Be Here Where The Heart Is" con el que participaría en la banda sonora del emblemático film "Flashdance" que le haría merecer un Grammy en 1984.
En 1985 toma la producción de su siguiente álbum titulado "Barking At Airplanes" que contiene el sencillo "Crazy In The Night"(#15), su éxito más grande desde "Bette Davis Eyes" y uno de los favoritos de la crítica estadounidense. Ese mismo año alcanza el número uno del AC Top Ten con " What About Me" (#1), interpretada junto a Kenny Rogers y James Ingram, convirtiéndose en la única artista en estar en los charts musicales con un tema solista (I Pretend), un trío (What About Me) y un dúo "Make No Mistake, He Is Mine" (#8), interpretado con Barbra Streisand en su álbum "Emotion".
Kim Carnes seguiría en la palestra musical durante ese año al cantar el tema principal del documental "That´s Dancing" titulado "Invitation To Dance" (#68) con la colaboración de Nile Rodgers y más tarde participando en el proyecto "USA FOR AFRICA", siendo la última voz del recordado "We Are The World" donde compartiría escenario con grandes como Bob Dylan, Michael Jackson, Lionel Richie y Diana Ross, entre otros.
Su siguiente apuesta se titula "Lighthouse" (1986), su último álbum bajo el sello EMI y que marca su retorno a los ritmos folk de sus inicios, del disco se desprendería "Divided Hearts" (#79), cuyo videoclip la reúne nuevamente con Russell Mucalhy en la dirección. El disco fue editado en CD solamente por el sello Toshiba. Actualmente es uno de los discos de culto de la cantante, algunas copias disponibles en internet han llegado a elevadas sumas de dinero.
Paralelamente seguiría colaborando en diversas bandas sonoras y publicidades hasta 1988 cuando lanza "View From The House", esta vez bajo el sello MCA. Se mantendría en el folk, salvo algunas baladas cercanas al pop. Del álbum tuvo buena acogida el sencillo "Crazy In Love"(#13). El siguiente corte "Speed Of the Sound of Loneliness" llegaría al número 70 de los charts Country.
En 1991, retorna con "Chekin´Out The Ghosts", el disco fue editado bajo el sello Teichiku. Con este álbum se integra a los nuevos ritmos pop de la entrante década. El sencillo "Independent Girl", sin embargo, no llega a los charts. Este disco al igual que "Lighthouse", fue una edición limitada y hoy es otra pieza de culto dentro de su discografía.
Para 1993 editaría personalmente un grandes éxitos titulado ""Gypsy Honeymoon". El disco contendría dos temas inéditos "Don´t Cry Now" y "Chain Letter", además de una remezcla de "Gypsy Honeymoon" originalmente grabada en "Chekin´Out The Ghosts".
En 2004 reapareció con el lanzamiento del álbum "Chasin' Wild Trains" que tuvo muy buenas críticas por parte de la prensa especializada, situando a Kim Carnes como una de las mejores cantantes/compositoras de las últimas décadas.
Kim Carnes sigue componiendo y participando en diversos proyectos musicales para el cine y la televisión, además de extensas giras por Europa. El año 2009 visitó por primera vez Latinoamérica, destacándose el concierto que realizó en Santiago De Chile donde fue ovacionada en su única presentación en el reconocido Centro Cultural Amanda, uno de los escenarios más importantes del país.
Como compositora, ha tenido dos sencillos en el #1. Su dueto con Barbra Streisand fue regrabado como "Make No Mistake, She's Mine" por Ronnie Milsap y Kenny Rogers, que llegó al #1 Country y al puesto #42 AC en 1987. Carnes, también escribió "The Heart Won't Lie", un dueto para Reba McEntire y Vince Gill, que llegó al #1, en 1993. Ha coescrito con otros artistas, y ha escrito canciones para artistas como Deana Carter, Kevin Sharp, Sawyer Brown, Suzy Bogguss, Pam Tillis, Tim McGraw y Tanya Tucker. 
Actualmente reside en Nashville, Tennessee con su esposo Dave Ellingson. Tiene dos hijos, Collin y Ry. Su hijo lleva el nombre de Ry por el músico Ry Cooder, que ayudó en su canción "Rough Edges" de su álbum "Barking at Airplanes". Su hijo Collin también es destacado en el álbum en el principio de la canción "Crazy in the Night".
Carnes fue nominada a dos premios Grammy - Mejor Artista Pop Femenino por "Voyeur", y Mejor Artista Rock Femenino por "Invisible Hands". En 1983, la canción de Kim, "I'll Be Here Where the Heart Is", fue incluida en la banda sonora de la película Flashdance, que ganó un Grammy por Mejor Álbum de Música Original escrita para una película. Carnes fue uno de los cantantes invitados para USA for Africa para aliviar la hambruna en África en 1985, recaudando fondos con la canción "We Are The World" y se puede escuchar a Kim en la última línea del puente de la canción con Huey Lewis y Cyndi Lauper. En 1987, interpretó la canción "My Heart Has a Mind of Its Own" a dúo con Jeffrey Osborne para la banda sonora de la película Spaceballs.

## Discografía

### Álbumes de estudio
| Año                                                                   | Detalles del álbum                               | Posición en las listas | Posición en las listas | Posición en las listas | Posición en las listas | Posición en las listas | US Certification |
| Año                                                                   | Detalles del álbum                               | US                     | US Country             | CAN                    | UK                     | AUS                    | US Certification |
| --------------------------------------------------------------------- | ------------------------------------------------ | ---------------------- | ---------------------- | ---------------------- | ---------------------- | ---------------------- | ---------------- |
| 1971                                                                  | Rest on Me - Discográfica: Amos                  | —                      | —                      | —                      | —                      | —                      | —                |
| 1975                                                                  | Kim Carnes - Discográfica: A&M                   | —                      | —                      | —                      | —                      | —                      | —                |
| 1976                                                                  | Sailin' - Discográfica: A&m                      | —                      | —                      | —                      | —                      | —                      | —                |
| 1979                                                                  | St. Vincent's Court - Discográfica: EMI          | —                      | —                      | —                      | —                      | —                      | —                |
| 1980                                                                  | Romance Dance - Discográfica: EMI                | 57                     | —                      | 77                     | —                      | 89                     | —                |
| 1981                                                                  | Mistaken Identity - Discográfica: EMI            | 1                      | —                      | 4                      | 26                     | 2                      | Platino          |
| 1982                                                                  | Voyeur - Discográfica: EMI                       | 49                     | —                      | 26                     | —                      | 21                     | —                |
| 1983                                                                  | Café Racers - Discográfica: EMI                  | 97                     | —                      | —                      | —                      | —                      | —                |
| 1985                                                                  | Barking at Airplanes - Discográfica: EMI         | 48                     | —                      | 59                     | —                      | 40                     | —                |
| 1986                                                                  | Lighthouse - Discográfica: EMI                   | 116                    | —                      | —                      | —                      | —                      | —                |
| 1988                                                                  | View from the House - Discográfica: MCA          | —                      | 39                     | —                      | —                      | —                      | —                |
| 1991                                                                  | Checkin' Out the Ghosts - Discográfica: Teichiku | —                      | —                      | —                      | —                      | —                      | —                |
| 2004                                                                  | Chasin' Wild Trains - Discográfica: Sparky Dawg  | —                      | —                      | —                      | —                      | —                      | —                |
| "—" denota que no entró en las listas o no fue publicado en ese país. |                                                  |                        |                        |                        |                        |                        |                  |

### Compilaciones y álbumes en vivo
| Año  | Detalles del álbum                                          |
| ---- | ----------------------------------------------------------- |
| 1993 | Gypsy Honeymoon: The Best of Kim Carnes - Discográfica: EMI |
| 1999 | Live at Savoy, 1981 - Discográfica: King Biscuit            |

### Sencillos
| "I Won't Call You Back"                                                           | 1971 | —  | —  | —  | —  | —  | —  | —  | —  | Rest On Me                              |
| "To Love Somebody"                                                                | 1971 | —  | —  | —  | —  | —  | —  | —  | —  | Rest On Me                              |
| "It's Love That Keeps It All Together" (with Dave Ellingson)                      | 1971 | —  | —  | —  | —  | —  | —  | —  | —  | Non-album single                        |
| "Somewhere in the Night"                                                          | 1975 | —  | —  | —  | —  | —  | —  | —  | —  | Kim Carnes                              |
| "You're a Part of Me"                                                             | 1975 | —  | 32 | —  | —  | —  | —  | —  | —  | Kim Carnes                              |
| "Bad Seed" (no stock copies issued)                                               | 1976 | —  | —  | —  | —  | —  | —  | —  | —  | Kim Carnes                              |
| "Last Thing You Ever Wanted to Do"                                                | 1977 | —  | —  | —  | —  | —  | —  | —  | —  | Sailin'                                 |
| "Sailin'"                                                                         | 1977 | —  | —  | —  | —  | —  | —  | —  | —  | Sailin'                                 |
| "Lose in Love"                                                                    | 1979 | —  | —  | —  | —  | —  | —  | —  | —  | St. Vincent's Court                     |
| "It Hurts So Bad"                                                                 | 1979 | 56 | —  | —  | —  | —  | —  | —  | —  | St. Vincent's Court                     |
| "What Am I Gonna Do"                                                              | 1979 | —  | —  | —  | —  | —  | —  | —  | —  | St. Vincent's Court                     |
| "More Love"                                                                       | 1980 | 10 | 6  | —  | 46 | —  | —  | —  | —  | Romance Dance                           |
| "Cry Like a Baby"                                                                 | 1980 | 44 | —  | —  | —  | —  | —  | —  | —  | Romance Dance                           |
| "Bette Davis Eyes"                                                                | 1981 | 1  | 15 | —  | 1  | 1  | 17 | 2  | 10 | Mistaken Identity                       |
| "Draw of the Cards"                                                               | 1981 | 28 | —  | —  | 64 | 35 | —  | 12 | 49 | Mistaken Identity                       |
| "Mistaken Identity"                                                               | 1981 | 60 | —  | —  | —  | —  | —  | —  | —  | Mistaken Identity                       |
| "Voyeur"                                                                          | 1982 | 29 | —  | —  | 30 | 45 | —  | 32 | 68 | Voyeur                                  |
| "Does It Make You Remember"                                                       | 1982 | 36 | —  | —  | —  | —  | —  | —  | —  | Voyeur                                  |
| "Say You Don't Know Me"                                                           | 1983 | —  | —  | —  | —  | —  | —  | —  | —  | Voyeur                                  |
| "Invisible Hands"                                                                 | 1983 | 40 | —  | —  | —  | —  | —  | —  | —  | Café Racers                             |
| "The Universal Song"                                                              | 1984 | —  | —  | —  | —  | —  | 40 | —  | —  | Café Racers                             |
| "You Make My Heart Beat Faster (And That's All That Matters)"                     | 1984 | 54 | —  | —  | —  | —  | —  | —  | —  | Café Racers                             |
| "I Pretend"                                                                       | 1984 | 74 | 9  | —  | —  | —  | —  | —  | —  | Café Racers                             |
| "Invitation to Dance"                                                             | 1985 | 68 | 32 | —  | —  | —  | —  | —  | —  | That's Dancing! Soundtrack              |
| "Crazy in the Night (Barking at Airplanes)"                                       | 1985 | 15 | —  | —  | 21 | —  | —  | 11 | —  | Barking at Airplanes                    |
| "Abadabadango"                                                                    | 1985 | 67 | —  | —  | —  | —  | —  | —  | —  | Barking at Airplanes                    |
| "Rough Edges"                                                                     | 1985 | —  | —  | —  | —  | —  | —  | —  | —  | Barking at Airplanes                    |
| "Divided Hearts"                                                                  | 1986 | 79 | —  | —  | —  | —  | —  | —  | —  | Light House                             |
| "I'd Lie to You for Your Love"                                                    | 1986 | —  | —  | —  | —  | —  | —  | —  | —  | Light House                             |
| "Speed of the Sound of Loneliness"                                                | 1988 | —  | —  | 70 | —  | —  | —  | —  | —  | View from the House                     |
| "Crazy in Love"                                                                   | 1988 | —  | 13 | 68 | —  | —  | —  | —  | —  | View from the House                     |
| "Just to Spend Tonight with You"                                                  | 1988 | —  | —  | —  | —  | —  | —  | —  | —  | View from the House                     |
| "Fantastic Fire of Love"                                                          | 1989 | —  | —  | —  | —  | —  | —  | —  | —  | View from the House                     |
| "Everybody Needs Someone"                                                         | 1990 | —  | —  | —  | —  | —  | —  | —  | —  | Impulse Soundtrack                      |
| "Independent Girl"                                                                | 1991 | —  | —  | —  | —  | —  | —  | —  | —  | Checkin' Out the Ghosts                 |
| "Working Girl"                                                                    | 1992 | —  | —  | —  | —  | —  | —  | —  | —  | Tycoon Soundtrack                       |
| "Gypsy Honeymoon"                                                                 | 1993 | —  | —  | —  | —  | 65 | —  | —  | —  | Gypsy Honeymoon: The Best of Kim Carnes |
| "Don't Cry Now"                                                                   | 1993 | —  | —  | —  | —  | —  | —  | —  | —  | Gypsy Honeymoon: The Best of Kim Carnes |
| "One Beat at a Time"                                                              | 2004 | —  | —  | —  | —  | —  | —  | —  | —  | Chasin' Wild Trains                     |
| "Just to See You Smile"                                                           | 2004 | —  | —  | —  | —  | —  | —  | —  | —  | Chasin' Wild Trains                     |
| "Bette Davis Eyes"                                                                | 2007 | —  | —  | —  | —  | —  | —  | —  | —  |                                         |
| "Under My Thumb"                                                                  | 2015 | —  | —  | —  | —  | —  | —  | —  | —  | 80's Re:Covered                         |
| "—" denotes a recording that did not chart or was not released in that territory. |      |    |    |    |    |    |    |    |    |                                         |

## Reconocimientos
Premios Grammy
| Premios Grammy | Premios Grammy                                               | Premios Grammy                                    | Premios Grammy | Premios Grammy | Premios Grammy |
| Año            | Nominada por                                                 | Categoría                                         | Resultado      | Ref.           |                |
| -------------- | ------------------------------------------------------------ | ------------------------------------------------- | -------------- | -------------- | -------------- |
| 1981           | "Don't Fall in Love with a Dreamer" (junto con Kenny Rogers) | Mejor interpretación pop vocal por un dúo o grupo | Nominada       | [ 13 ]         |                |
| 1982           | Mistaken Identity                                            | Álbum del año                                     | Nominada       | [ 13 ]         |                |
| 1982           | "Bette Davis Eyes"                                           | Grabación del año                                 | Ganadora       | [ 13 ]         |                |
| 1982           | "Bette Davis Eyes"                                           | Mejor interpretación vocal pop femenina           | Nominada       | [ 13 ]         |                |
| 1983           | Voyeur                                                       | Mejor interpretación vocal de rock femenina       | Nominada       | [ 13 ]         |                |
| 1984           | Flashdance: Original Soundtrack from the Motion Picture      | Álbum del año                                     | Nominada       | [ 13 ]         |                |
| 1984           | Flashdance: Original Soundtrack from the Motion Picture      | Mejor álbum de banda sonora para medio visual     | Ganadora       | [ 13 ]         |                |
| 1984           | "Invisible Hands"                                            | Mejor interpretación vocal de rock femenina       | Nominada       | [ 13 ]         |                |